# Pascal Beaudet
Pour les articles homonymes, voir Beaudet.
Pascal Beaudet, né le 9 octobre 1956 à Lisieux et mort le 17 mars 2022, à Aubervilliers, est un homme politique français.
Membre du Parti communiste français, il est maire d'Aubervilliers (Seine-Saint-Denis) de 2003 à 2008 et de 2014 à 2016, conseiller général du canton d'Aubervilliers-Est de 2011 à 2015 et conseiller départemental du canton d'Aubervilliers de 2015 à 2021.

## Biographie

### Débuts
Ancien instituteur et militant du quartier du Landy, Pascal Beaudet se présente en tant que personnalité de la vie locale sur la liste d'Union de la gauche aux élections municipales d'Aubervilliers en 1995. C'est en 2002, au lendemain du 21 avril, qu'il décide de prendre sa carte au Parti communiste français (PCF).
En 1997, alors maire-adjoint à la citoyenneté, Pascal Beaudet lance la « démarche quartier » à Aubervilliers afin de permettre aux habitants d'être davantage associés aux décisions publiques. Lors de son second mandat, il devient maire-adjoint chargé de l'enseignement de mars 2001 à mars 2003.

### Mairie d’Aubervilliers
Lorsque Pascal Beaudet devient maire en mars 2003, il lance la construction de deux nouvelles écoles : l'école Anne-Sylvestre et l'école Angela-Davis. Il obtient également de l'État le prolongement de la Ligne 12 du métro de Paris jusqu'à la Mairie d'Aubervilliers, et la construction de la ZAC Canal/Porte d'Aubervilliers devant abriter le nouveau centre commercial Le Millénaire.
En 2007, il annonce qu'il est candidat à sa succession, à la tête d'une liste d'union de la gauche aux élections municipales de 2008 à Aubervilliers.
En juin 2007, Pascal Beaudet fait procéder à l'expulsion de squatters qui s'étaient installés devant une école. Cette expulsion est l'occasion d'un incident politicien lorsque Rama Yade, alors secrétaire d’État aux Affaires étrangères et aux Droits de l'homme, fait une visite improvisée sur place. Furieux face à cette intervention, le maire se retourne contre l'État en lui rappelant son rôle dans la crise du logement. Embarrassé, ce dernier prend en charge le relogement des expulsés.
En 2008, Pascal Beaudet s'allie avec l'autre force communiste d'Aubervilliers, Gauche communiste, menée par Jean-Jacques Karman. Le Parti Socialiste décide de s'unir avec les écologistes avec, pour tête de liste, Jacques Salvator. La liste du PCF arrive alors devant celle des socialistes et des Verts avec 34,94 % contre 31,95 % des suffrages exprimés . Entre les deux tours, le PS ne respecte pas les accords départementaux qui consistent à se désister en faveur du candidat de gauche arrivé en tête, et remporte seul le deuxième tour.
Conseiller municipal d'opposition, Pascal Beaudet se présente pour devenir conseiller général du canton d'Aubervilliers-Est, mandat alors détenu par l'épouse du maire Évelyne Yonnet. Il construit autour de sa candidature un Front de gauche élargi, rassemblant tous les militants de la gauche de 'transformation sociale'. En tête au premier tour, Pascal Beaudet remporte le siège de conseiller général au second. 
Il se présente de nouveau aux municipales de 2014 à Aubervilliers à la tête d'une liste Front de gauche. Au premier tour, sa liste devance celle de Jacques Salvator de 86 voix. Les deux listes ainsi que la liste UMP se maintiennent au second tour, comme en 2008, mais cette fois Pascal Baudet l'emporte avec 45,7 % des suffrages exprimés contre 38,9 % pour le maire sortant. Il redevient maire le 5 avril 2014. L'année suivante, il est réélu conseiller départemental en binôme avec sa première adjointe Meriem Derkaoui.
La réforme des rythmes scolaires, appliquée dès septembre 2013, a été un point de crispation de la campagne. Fin juin 2014, Pascal Beaudet décide qu'à la fin du temps scolaire, à 15 h 45, la municipalité ne proposera plus aucune activité périscolaire, économisant ainsi 1,8 million d'euros. Cette décision est dénoncée par le président de la FCPE départementale qui remarque que des villes moins aisées ont appliqué la réforme. Se démarquant de son prédécesseur par une plus forte critique de l’État et une réduction de la voilure des projets de construction et des projets culturels, il peine cependant à faire partager sa vision pour la ville.
Début janvier 2016, il annonce sa démission de son mandat de maire, restant toutefois membre du conseil municipal, et propose que soit élue à son poste sa première adjointe, Meriem Derkaoui. Il est décrit comme un élu plutôt gestionnaire que visionnaire pour sa ville, humain mais las des querelles dans une majorité divisée.
En septembre 2018, il est élu président du Groupe Front de gauche de la Métropole du Grand Paris.
En 2018, lors de la parution du roman à clef de Didier Daeninckx, Artana ! Artana !, la presse croit reconnaitre Pascal Beaudet dans le personnage de Patrick Muletier, maire de la ville fictive de Courvilliers, au centre d'affaires mêlant trafic de stupéfiants et manœuvres électorales,,.

### Famille
Marié à la fille de Jack Ralite, ancien maire d'Aubervilliers, Pascal Beaudet est père de deux enfants.

## Mandats
- Conseiller municipal d'Aubervilliers le 18 juin 1995 ; maire-adjoint chargé de la communication, de la vie des quartiers et de la vie associative
- Conseiller municipal d'Aubervilliers le 18 mars 2001 ; maire-adjoint chargé de l’enseignement
- Maire d'Aubervilliers de 2003 à 2008 et du 4 avril 2014 à janvier 2016
- Conseiller municipal d'Aubervilliers du 16 mars 2008 au 31 mars 2014
- Vice-président de Plaine Commune de 2004 à 2008
- Conseiller général de Seine-Saint-Denis le 27 mars 2011, puis conseiller départemental depuis le 29 mars 2015[11]
- Vice-président de Plaine Commune chargé du SCOT (schéma de cohérence territoriale) et du développement durable